# Patryk Zakrocki
Patryk Zakrocki (ur. 22 listopada 1974 w Warszawie) – polski skrzypek, artysta dźwiękowy, animator warszawskiej sceny improwizowanej, kompozytor.
Patryk Zakrocki pobierał lekcje kompozycji u prof. Bogusława Schaeffera, zajmował się muzyką kameralną, elektroakustyczną i słuchowiskiem. Współtworzy duet SzaZa. Jest autorem projektu Normal Bias, Zakład Produkcji Dźwięku, Galimadjaz, MEOMA, EA, Tupika. Współpracował z zespołem Mitch&Mitch, kwartetem smyczkowym Nonstop, Plain music i Improvisersensemble. Grał m.in. z Fredem Frithem, Kazuhisa Uchihashi, Noelem Akchote. Opublikował w Polsce i za granicą 10 albumów płytowych i wiele pojedynczych utworów na rozmaitych kompilacjach.

Obecnie współtworzy wraz z Jackiem Mazurkiewiczem Gabinet Masażu Ucha Wewnętrznego.

## Dyskografia
- Dyskografia Patryka Zakrockiego. szmery.com. [zarchiwizowane z tego adresu (2007-09-29)].